# Giudizio di Paride (Raffaello)
Il Giudizio di Paride era un disegno del pittore italiano Raffaello Sanzio, andato perduto, ma noto attraverso delle incisioni a bulino di Marcantonio Raimondi.

## Descrizione

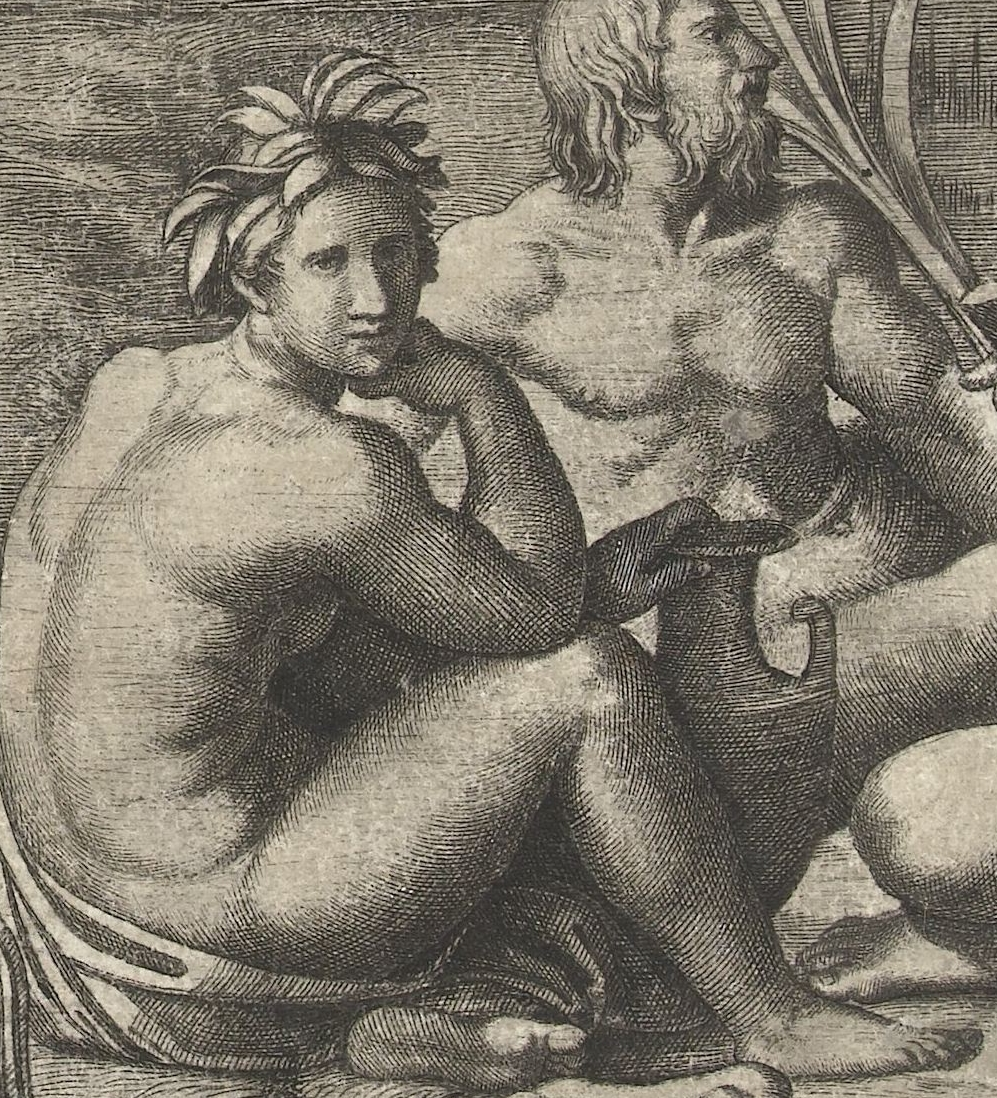
Un dettaglio di un dio fluviale dall'incisione marcantoniana.

Il tema è uno dei più rappresentati della storia dell'arte, venendo rappresentato dai pittori di epoche diverse come il Rinascimento e il Barocco o dai pittori del ventesimo secolo. In effetti, il capolavoro perduto dell'Urbinate si rifaceva in parte a un sarcofago romano su questo tema. La scena ritraeva più gruppi figurativi immersi in un paesaggio agreste, pieno di alberi. Al centro si trovava il gruppo più importante, quello con Paride e le tre dee.
Paride porgeva a Venere la mela della discordia mentre la dea dell'amore veniva incoronata da una Vittoria alata. Ai suoi piedi c'era il figlio Cupido, mentre vicino a Paride si trovava il messaggero degli dèi, Mercurio. La dea Giunone, riconoscibile dal pavone che si trovava ai suoi piedi, sembrava colta nell'atto di minacciare il principe troiano. Minerva afferrava l'abito del quale si era privata per rivestirsi, mentre l'elmo e lo scudo con la testa di Medusa giacevano al suolo. A destra c'era un gruppo di divinità fluviali, delle quali una guardava lo spettatore, mentre un altro personaggio alzava lo sguardo e vedeva il dio Giove tra le nuvole, seduto su un trono. Al centro i Dioscuri trainavano il carro del Sole.
La stampa del Raimondi deriva da un disegno che Raffaello stesso realizzò per la traduzione incisoria. Secondo lo storico dell'arte Giorgio Vasari, quest'opera "stupì tutta Roma", consentendo la produzione di copie e derivazioni.

## Eredità

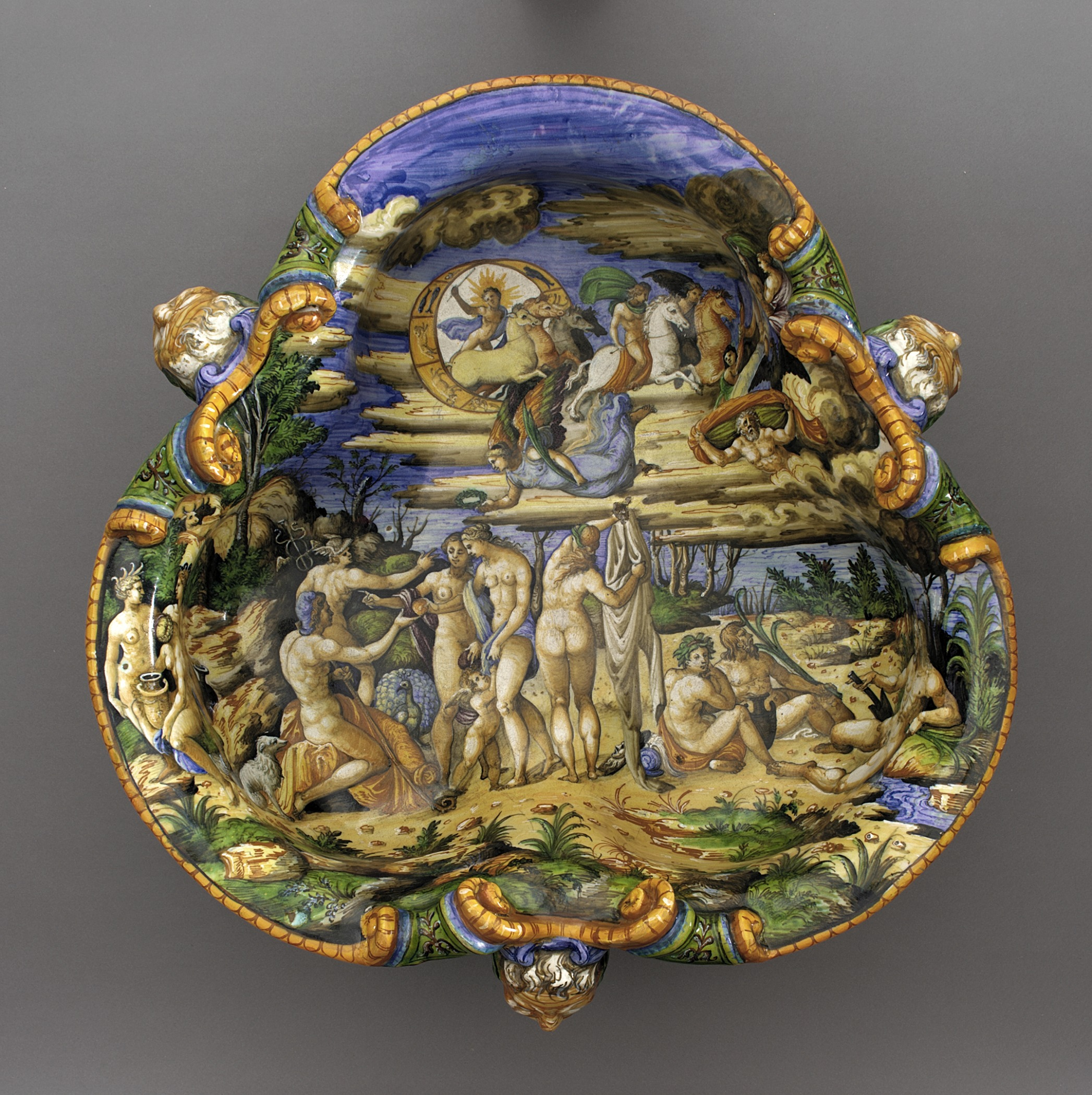
Una maiolica ispirata all'opera.

Nonostante l'opera sia andata perduta, questa ha comunque influenzato profondamente la storia dell'arte. Infatti, la parte di destra con le divinità fluviali ispirò il pittore francese Édouard Manet per La colazione sull'erba nel 1863: la posa delle divinità fluviali venne recuperata per due uomini borghesi, mentre la figura che poggia la mano sul mento e guarda lo spettatore sarebbe divenuta una donna (la modella Victorine Meurent), la cui nudità non giustificata da temi mitologici o storici avrebbe causato uno scandalo. Dal Giudizio di Paride sono stati tratti un arazzo e una maiolica. Esiste inoltre un altro affresco che riprende proprio questa porzione del disegno raffaellesco, la Caduta di Fetonte di Cesare Castagnola, che si trova all'esterno del palazzo Piacentini di Castelfranco Veneto.